# Delias multicolor
Delias multicolor is een vlindersoort uit de familie van de Pieridae (witjes), onderfamilie Pierinae.
Delias multicolor werd in 1915 beschreven door Joicey & Noakes.